# Ермосійо
Ермосійо (ісп. Hermosillo), (eɾmoˈsiʎo д·і) — ісп. La Ciudad del Sol, місто-Сонце) — місто на північному заході Мексики, адміністративний центр штату Сонора.
Назву міста дано на честь маршала Х. М. Гонсалеса де Ермосійо, борця за незалежність від іспанської корони.

## Історія
Дані про перших мешканців місцевості, де розташоване місто, датуються XV сторіччям до н.е., і значна частина доказів перебування людини в тутешніх місцях знаходиться в Комплексі Сан-Діегіто (San Dieguito), розташованому в Зоні Ель-Пінакате (El Pinacate). 2500 років тому район Ермосійо був заселений племенами сері (Seri), тепока (Tepoca) та піма (Pima).
Перша зустріч тубільців та іспанців сталася в середині 16 століття, коли дослідники були спрямовані сюди на пошуки золота, якого вони не знайшли. Приблизно у 1614 році сюди прибули перші місіонери. У 1700 році на місці сучасного Ермосійо були засновані три іспанські села Нуестра-Сеньйора-дель-Популо (Nuestra Señora del Pópulo), Нуестра-Сеньйора-де-Лос-Анхелес (Nuestra Señora de Los Angeles) і Ла-Сантісіма-Тринідад-дель-Пітік (la Santísima Trinidad del Pitic). Корінні мешканці незабаром стали проявляти ворожість по відношенню до іспанців, і зуміли витіснити їх кілька разів на початку 18 століття.
У 1716 іспанці запропонували зрошувані землі індіанцям, які погодилися дотримуватися іспанських законів. Приблизно в 1726 році для відсічі набігів індіанців сері було побудовано форт Пресидіо-де-Пітік (Presidio de Pitic). Під час мексиканської війни за незалежність, яка почалася в 1810, провінція Сонора та Пітік залишалися вірними іспанській короні. Насправді, генерал з цієї області А. Гарсія Конде (Alejo García Conde) розбив війська повстанців під командуванням Х. М. Гонсалеса Ермосійо, якого послав сюди М. Ідальго-і-Костільо — лідер війни за незалежність. Після досягнення незалежності Мексики в 1821, село Пітік в 1825 було перетворено в адміністративний центр департаменту. У 1828 селище було перейменовано на честь Х. М. Гонсалеса Ермосійо.
Під час французької інтервенції, тут відбулася битва між імператорськими та республіканськими військами у 1866. У 1879 столиця штату Сонора була перенесена з Аріспе (Arizpe) до Ермосійо. У 1881 було закінчено будівництво залізниці між Ермосійо та Гуаймас і Ногалесою, яка дозволила стимулювати економічне зріст в штаті включаючи гірничу промисловість та сільське господарство. З того часу місто стало економічним центром північно-західної Мексики.
Під час мексиканської революції 1910-17 війська, лояльні ватажку селян П. Вільї, були відбиті військами генерала М. М. Діегеса (Manuel M. Diéguez).
Починаючи з кінця 19-го століття та протягом перших двох декад 20-го в Ермосійо великим потоком прибували китайські іммігранти, вони почали створювати дрібні підприємства, і особливо досягли успіху у виробництві взуття та одягу. Однак, через антикитайські настрої в 1920-х, безліч китайців виїхали з Ермосійо до Мехіко і до США.
У 1980 році компанія Ford побудувала тут завод, який стимулював розвиток міста та економіки штату.

## Економіка
Важливий транспортний вузол, повітряні перевезення обслуговує Міжнародний аеропорт Ермосійо.
Центр району зрошуваного землеробства. Бавовноочисна, маслоробна, легка, хімічна промисловість, виробництво будматеріалів, автомобілебудування. Також в Ермосійо є університет.

## Клімат
Місто знаходиться у зоні, котра характеризується кліматом тропічних пустель. Найтепліший місяць — липень із середньою температурою 32.3 °C (90.1 °F). Найхолодніший місяць — січень, із середньою температурою 16.8 °С (62.2 °F).
| Клімат Ермосійо         | Клімат Ермосійо | Клімат Ермосійо | Клімат Ермосійо | Клімат Ермосійо | Клімат Ермосійо | Клімат Ермосійо | Клімат Ермосійо | Клімат Ермосійо | Клімат Ермосійо | Клімат Ермосійо | Клімат Ермосійо | Клімат Ермосійо | Клімат Ермосійо |
| Показник                | Січ.            | Лют.            | Бер.            | Квіт.           | Трав.           | Черв.           | Лип.            | Серп.           | Вер.            | Жовт.           | Лист.           | Груд.           | Рік             |
| Абсолютний максимум, °C | 34,5            | 38              | 40              | 41,5            | 45,5            | 47,5            | 47              | 45              | 45              | 43,5            | 39              | 33,5            | 47,5            |
| Середній максимум, °C   | 23,8            | 25,6            | 28,1            | 31,7            | 35,6            | 39,6            | 39              | 38,1            | 37,3            | 33,7            | 28,4            | 23,9            | 32,1            |
| Середня температура, °C | 16,8            | 18,3            | 20,4            | 23,6            | 27,3            | 31,7            | 32,3            | 31,8            | 30,8            | 26,7            | 21,1            | 16,9            | 24,8            |
| Середній мінімум, °C    | 9,9             | 11              | 12,8            | 15,5            | 19              | 23,8            | 25,7            | 25,5            | 24,4            | 19,7            | 13,8            | 10              | 17,6            |
| Абсолютний мінімум, °C  | 0               | 1               | 3,5             | 6               | 8,5             | 16              | 18              | 16              | 16,5            | 9               | 3               | 1               | 0               |
| Норма опадів, мм        | 18              | 18              | 7               | 4               | 3               | 7               | 95              | 94              | 62              | 17              | 16              | 26              | 366             |
| Днів з дощем            | 2,7             | 2,2             | 1,2             | 0,7             | 0,3             | 0,8             | 9,6             | 8,3             | 5,2             | 1,7             | 1,6             | 2,6             | 36,9            |
| ----------------------- | --------------- | --------------- | --------------- | --------------- | --------------- | --------------- | --------------- | --------------- | --------------- | --------------- | --------------- | --------------- | --------------- |
| Джерело: Weatherbase    |                 |                 |                 |                 |                 |                 |                 |                 |                 |                 |                 |                 |                 |

## Уродженці
Луїс Агілар (1918—1997)  — мексиканський актор і співак.